# Lavínia Vlasak
Lavínia Gutmann Vlasak (Rio de Janeiro, 14 de junho de 1976) é uma atriz e empresária brasileira. Iniciou sua carreira como modelo trabalhando pela Agência Elite, mas ganhou notoriedade como atriz na televisão, ficando conhecida por interpretar mulheres modernas e de personalidade irreverente. Ela é ganhadora de vários prêmios, incluindo um Prêmio Contigo! de TV e um Melhores do Ano, além de ter recebido indicações para um Troféu Imprensa e um Prêmio Extra de Televisão.
Formada em Artes Cênicas pela Casa das Artes de Laranjeiras, sua carreira teve início anos antes como modelo profissional ainda na adolescência. Vlasak teve sua estreia profissional como atriz na telenovela O Rei do Gado (1996) no papel da culta "Lia Mezenga", que lhe rendera uma indicação ao Troféu Imprensa. Desde então, ela chamou atenção por sua beleza única e forte presença, sendo requisitada para outras produções, sobretudo telenovelas, onde acabou se popularizando no gênero por suas personagens elegantes, modernas e, muitas vezes, antagônicas.
Na televisão, Vlasak ainda destacou-se em outras produções, como a vilã Alice Ventura em Força de um Desejo (1999–00), a possessiva Luiza em Laços de Família (2000), a interesseira Valentine em As Filhas da Mãe (2001), e como a sedutora Estela em Mulheres Apaixonadas (2003). Posteriormente, transferiu-se para a RecordTV, vivendo a mocinha Clarice em Prova de Amor (2005–06) e a vilã Erínia em Vidas Opostas (2006–07). Nos anos recentes, tem realizado participações pontuais em produções televisivas, como em Insensato Coração (2011), Totalmente Demais (2015) e Bom Sucesso (2019).
No cinema, fez seu primeiro trabalho no longa-metragem norte-americano Dead in the Water (2002), um suspense. Ainda esteve no elenco de outras produções, com destaque para o gênero das comédias, como Gatão de Meia Idade (2006), Se Eu Fosse Você (2006), Xuxa em O Mistério de Feiurinha (2009) e Se Puder... Dirija! (2013).

## Biografia
Vlasak nasceu no Rio de Janeiro, filha do diretor financeiro Robert Vlasak e da dona de casa Eugênia Gutmann. O sobrenome Vlasak é de origem tcheca e veio de seu avô paterno, que, no entanto, nasceu na Áustria. Além disso, Lavínia tem ascendência alemã tanto do lado paterno quanto materno.
Em 1980, ela se mudou para os Estados Unidos quando seu pai, que trabalhava para uma corporação multinacional, foi transferido para lá. Ela viveu fora do Brasil dos 4 aos 7 anos de idade e, por isso, foi alfabetizada em inglês. Após sete anos, ao retornar ao Brasil, aprendeu português. Quando voltou, Lavínia estudou Escola Britânica, no Rio de Janeiro. O currículo da escola poderia se concentrar na educação artística, onde ela se interessou pela profissão de atriz. Desde cedo, ouviu de seus professores que seria uma excelente intérprete.

## Carreira

### 1991—99: Início da carreira como modelo e atriz de novelas
Começou sua carreira em 1991, aos quinze anos, como modelo. Sua carreira iniciou-se por pura imposição de seu pai, que, impressionado com algumas fotos da filhas, exigiu que ela fizesse um book. Vlasak tentou argumentar em vão, dizendo ao pai que, na verdade, queria cursar a faculdade de jornalismo, pois havia estudado apenas para ser modelo, mas não havia outra alternativa. Em seguida, passou a trabalhar como modelo e usou sua renda para financiar seus estudos de artes cênicas. Trabalhou pela Agência Elite em países como Alemanha, EUA, Portugal e Espanha, entre outros.
De volta ao Brasil, precocemente, os 16 anos, casou-se com seu primeiro namorado, o ator Jorge Pontual, e ficaram juntos por cinco anos. Ela estudou atuação na Casa de Arte das Laranjeiras em 1995 e, depois, também fez o workshop de atores da TV Globo. Foi durante o workshop que recebeu um convite do diretor Luiz Fernando Carvalho para fazer teste para a novela O Rei do Gado, no qual ela acabou sendo aprovada.
Em 1996, estreia então como atriz na televisão em O Rei do Gado, telenovela produzida pela TV Globo e exibida no horário de maior repercussão da emissora, às 21h. Na trama, desempenhou com elogios o papel da culta e inteligente "Lia", a filha mais velha do protagonista "Bruno" (Antônio Fagundes) com "Léia" (Silvia Pfeifer). Sua personagem é uma mulher bonita, culta e inteligente, que cresceu em meio a desentendimentos entre seus pais. Embora tenha tido muitos namorados, nunca se apaixonou verdadeiramente. Materialmente, sempre teve tudo o que quis, mas emocionalmente sofreu com a ausência do pai e a permissividade da mãe. Apesar de não ser uma "perdida", chegou a se envolver com drogas pesadas. Adora o pai, mas também o odeia por se sentir negligenciada. Em sua estreia, foi considerada uma das maiores revelações da teledramaturgia, chegando a ser indicada ao tradicional Troféu Imprensa e ganhar o Melhores do Ano e Prêmio Contigo! de TV de melhor atriz revelação.
Em 1997, esteve presente no remake da novela Anjo Mau, em que interpretou "Lígia Abreu Furtado". Filha de "Marilu" (Mila Moreira) e "Ciro" (Raul Gazolla), sua personagem é uma jovem de bom caráter, generosa e solidária. Tolerante com a mãe e carinhosa com o pai, herdou o temperamento do avô, "Américo" (Sérgio Viotti). Apaixonada por "Rodrigo" (Kadu Moliterno) desde a infância, mantém distância enquanto ele está noivo de "Paula" (Alessandra Negrini) e só se aproxima para oferecer apoio quando ele fica solteiro. Em seguida, foi convidada para uma participação especial na quarta temporada de Malhação, em 1998, como "Érica", uma herdeira de um empresário que entra na trama para se envolver com o protagonista "Bruno", papel de Rodrigo Faro. Neste ano, também aparece no episódio "A Primeira Vez de Carlinhos" do seriado Você Decide.
Em 1999, interpreta a prostituta "Marie de Paris" na minissérie Chiquinha Gonzaga, que tinha Gabriela Duarte e Regina Duarte compartilhando o papel da compositora Chiquinha Gonzaga nesta biografia. Também aparece no episódio "Filho Porque Qui-lo" da série O Belo e as Feras, protagonizada por Chico Anysio. Neste ano, ainda, recebe um de seus papéis mais marcantes, sua primeira vilã, na novela Força de um Desejo. Na trama, viveu a pérfida "Alice Ventura", filha do inescrupuloso "Higino Ventura" (Paulo Betti), que deslumbrava "Bárbara Ventura" (Denise Del Vecchio), que sonha em se tornar uma nobre. Alice nutre uma paixão avassaladora por "Inácio Sobral" (Fábio Assunção), mas ele só tem olhos para a ex-cortezana "Ester Delamare" (Malu Mader). Na tentativa de conquistá-lo, fica grávida e diz a Abelardo que o filho é de seu marido. O que ela não esperava era descobrir que Abelardo é, na verdade, seu irmão por parte de pai.

### 2000—09: Amadurecimento e papéis protagonistas em novelas
Em 2000, participou dos primeiros capítulos da novela Laços de Família, novela de Manoel Carlos, como "Luiza", a namorada possessiva de "Edu" (Reynaldo Gianecchini), a qual ele deixa para ficar com "Helena" (Vera Fischer). No ano seguinte, é escalada para interpretar mais uma vilã, a interesseira "Valentine Ventura" em As Filhas da Mãe, de Sílvio de Abreu. Na trama, sua personagem forma uma dupla ambiciosa com a mãe, "Violante" (Yoná Magalhães). Ela é a jovem noiva de "Arthur" (Raul Cortez), com quem se envolve por interesse e o trai com o mau caráter "Adriano" (Thiago Lacerda). Ao final da novela, descobre-se que ela é a verdadeira assassina do inescrupuloso empresário "Fausto Cavalcante" (Francisco Cuoco), que matou pensando ser seu amante. Em 2002, sua primeira atuação no cinema deu-se numa produção estrangeira que foi rodada no Brasil, o filme de suspense Dead in the Water, de Gustavo Lipsztein, com uma pequena aparição como uma bela mulher.

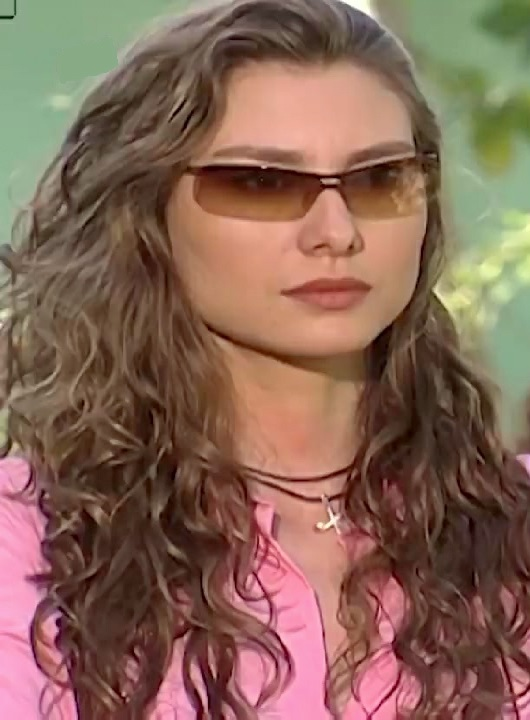
Vlasak no papel de "Estela", em Mulheres Apaixonadas, em 2003.

Em 2003, interpretou um dos papéis mais marcantes de sua carreira como a "Estela" na novela Mulheres Apaixonadas, atuando mais uma vez numa obra de Manoel Carlos. Seus pais morreram jovem em um acidente e tem como família suas primas: "Helena" (Christiane Torloni), "Hilda" (Maria Padilha) e "Heloísa" (Giulia Gam). É rica, atrevida e divertida. Mora em uma suíte no hotel onde "Rafael" (Cláudio Marzo) trabalha e promove festas animadas com comida e bebida, frequentadas por pessoas de diversos setores. Divorciada, nunca se casou novamente e teve vários romances. Apaixonou-se pelo padre "Pedro" (Nicola Siri) na infância e, ao reencontrá-lo no casamento de "Diogo" (Rodrigo Santoro), decide investir na paixão. Vive de uma generosa mesada que recebe mensalmente de seu ex-marido americano, que voltou para os Estados Unidos após o divórcio, ainda amando "Estela". Sua personagem fez bastante sucesso entre o público, que torcia para o desenvolvimento de sua história de amor com o padre, sendo a mais lembrada de sua carreira até os dias atuais.
A convite do autor Gilberto Braga, voltou ao ar logo em seguida na novela Celebridade, em 2004, como "Tânia". Ela entra na trama como uma fisioterapeuta que cuida de "Inácio" (Bruno Gagliasso) após este sofrer um acidente de carro. No entanto, envolve-se amorosamente com o pai de seu paciente, o cineasta "Fernando Amorim" (Marcos Palmeira), causando conflito na família. Entre 2004 e 2005 foi convidada pela RecordTV para interpretar a antagonista de A Escrava Isaura e a protagonista de Essas Mulheres, porém recusou ambos os convites pelas novelas serem gravadas em São Paulo. Em 2005, transfere-se para a HBO em uma participação especial na série Mandrake, no episódio "Dia dos Namorados". No fim de 2005, assina com a emissora após a dramaturgia do canal mudar-se para o Rio de Janeiro, vendo a oportunidade de interpretar sua primeira protagonista, a bióloga "Clarice" em Prova de Amor. A novela chegou a alcançar 25 pontos e liderar a audiência em alguns dias, superando a concorrente Bang Bang, da TV Globo. Pelo trabalho, a atriz foi indicada ao Prêmio Contigo! de TV e Prêmio Extra de Televisão como Melhor Atriz, além de estampar a capa da IstoÉ Gente com o título "O Sucesso de Lavínia Vlasak".
No ano seguinte, em 2006, interpretou a estilista fútil "Erínia", a grande vilã de Vidas Opostas – vencedora do Troféu Imprensa como Melhor Novela. Sua personagem não se conforma com o término do seu casamento com "Miguel" (Léo Rosa) e se destina a fazer de tudo para destruir o relacionamento do casal protagonista, formando ainda por "Joana" (Maytê Piragibe). Ainda em 2006, atua no cinema nas comédias Gatão de Meia Idade e Se Eu Fosse Você. Em 2007 estava reservada para a novela Chamas da Vida, quando decidiu deixar a emissora, vislumbrando retornar à Rede Globo em um papel principal. Lavínia, porém, engravidou duas vezes e foi convidada apenas para participações especiais nos anos seguintes de sua carreira, diminuindo a intensidade de seu trabalhos. Em 2009, atua no filme infantil Xuxa em O Mistério de Feiurinha, de Tizuka Yamasaki, e protagonizado por Xuxa. O filme promove um reencontro das principais princesas dos contos de fadas e Vlasak interpreta uma versão de Bela, do clássico A Bela e a Fera.

### 2010—presente: Hiato na carreira e trabalhos recentes
Em 2010, após um hiato de quatro anos, retorna à televisão com aparições pontuais em séries de televisão. Vlasak retornou à TV Globo para atuar em alguns episódios do seriado A Vida Alheia, série que trata do cotidiano da redação de uma revista semanal dedicada a cobrir a vida das celebridades, inspirada nos tablóides sensacionalistas americanos e ingleses. Neste ano, ainda, está no episódio "A Invejosa de Ipanema" da série As Cariocas, atuando com Fernanda Torres, Guilherme Fontes e Luis Gustavo. Por fim, em novembro de 2010, ela interpretou uma atriz de teatro durante uma participação especial na minissérie Afinal, o Que Querem as Mulheres?, série dirigida e criada por Luiz Fernando Carvalho (diretor que a trouxe para sua estreia na televisão) inspirada na notória pergunta de Sigmund Freud ("Afinal, o que querem as mulheres?").
Em 2011, é novamente convidada por Gilberto Braga para atuar em uma novela sua, dessa vez em Insensato Coração, desempenhando o papel da vilã "Úrsula", que inicialmente é noiva de "Beto" (Petrônio Gontijo) mas o trai, sendo desmascarada no início da trama. A participação da atriz limitou-se ao primeiro mês de exibição da novela, saindo da trama após sua personagem ser desmascarada. No ano seguinte, aparece no episódio "A Culpada de BH" da série As Brasileiras, protagonizado por Isis Valverde, onde interpreta "Isabel", madrasta da protagonista do episódio. Em 2013, volta aos cinemas no elenco principal da comédia Se Puder... Dirija!, de Paulo Fontenelle, atuando com Luiz Fernando Guimarães, Leandro Hassum e Bárbara Paz. O filme é a primeira produção nacional em 3D e acompanha o dia de um pai ausente que se compromete a buscar o filho na casa da ex-mulher (personagem de Vlasak), mas, ao pegar um carro emprestado, diversos imprevistos passam a acontecer envolvendo os personagens.
No GNT, em 2014, protagonizou o episódio "Natália, Recém-Separada" da segunda temporada da série As Canalhas, obra que, a cada episódio, centra-se na história de uma mulher contando suas maldades contra alguém próximo. Em 2015, após quase uma década sem papel fixo em uma telenovela, foi escalada para Totalmente Demais, novela de Rosane Svartman e Paulo Halm, interpretando a modelo "Natasha Oliver". Na trama, ela é a ex-mulher de "Arthur" (Fábio Assunção), com quem tem uma filha, a rebelde "Jojo" (Giovanna Rispoli). Ex-modelo e agora casada com um empresário estrangeiro, passa muito tempo fora do Brasil e por isso deixou a responsabilidade de criar a filha com "Arthur", que é muito irresponsável. Em 2017, aparece em um episódio do reboot de Os Trapalhões, promovido pela TV Globo. Anos mais tarde, em 2019, reprisa o papel de "Natasha Oliver" em Bom Sucesso, novela dos mesmos autores de Totalmente Demais, a convite dos mesmos.

## Vida pessoal
Em 1992, aos 16 anos, foi morar com seu primeiro namorado, o ator Jorge Pontual. Eles estavam juntos desde seus 14 anos de idade, e sua união foi contra a vontade de seus pais, que a achavam muito jovem para se casar. A união conjugal durou cinco anos, e em 1997 separaram-se amigavelmente. Em 2002, após outros relacionamentos, começou a namorar o economista Celso Colombo. Eles se conheceram num consultório médico de dermatologia, e ficaram amigos, e com o tempo começaram a se relacionar. Em 2004 foram viver juntos. Em 29 de setembro de 2007 casaram-se oficialmente em uma cerimônia de luxo no Museu Histórico Nacional do Rio de Janeiro. Em janeiro de 2008 conseguiu, após alguns anos de tratamento, deixar o vício em cigarros, que possuía desde a adolescência. A vontade de ter um filho foi fator crucial para esta tomada de decisão. Em 27 de dezembro de 2008 nasceu o primeiro filho do casal, Felipe. Em 22 de fevereiro de 2012 nasceu a filha do casal, Estela. Seus dois filhos nasceram de cesariana na Casa de Saúde São José, no Humaitá, Rio de Janeiro.

## Filmografia

### Televisão
| Ano  | Título                            | Papel                                    | Notas                                                       |
| ---- | --------------------------------- | ---------------------------------------- | ----------------------------------------------------------- |
| 1996 | O Rei do Gado                     | Lia Mezenga                              |                                                             |
| 1997 | Anjo Mau                          | Lígia Abreu Furtado                      |                                                             |
| 1998 | Malhação                          | Érica do Prado Mota                      | Temporada 4                                                 |
| 1998 | Você Decide                       | Carol                                    | Episódio: "A Primeira Vez de Carlinhos"                     |
| 1999 | O Belo e as Feras                 | Tatiana                                  | Episódio: "Filho Porque Qui-lo"                             |
| 1999 | Chiquinha Gonzaga                 | Marie de Paris                           |                                                             |
| 1999 | Força de um Desejo                | Alice Maria Vitória da Conceição Ventura |                                                             |
| 2000 | Você Decide                       | Suelen                                   | Episódio: "A Poderosa"                                      |
| 2000 | Você Decide                       | Clara                                    | Episódio: "O Poderoso"                                      |
| 2000 | Laços de Família                  | Luiza                                    | Episódios: "5–6 de junho"                                   |
| 2001 | As Filhas da Mãe                  | Valentine Ventura                        |                                                             |
| 2002 | Brava Gente                       | Ana                                      | Episódio: "O Enterro da Cafetina"                           |
| 2003 | Mulheres Apaixonadas              | Estela de Azevedo Franco                 |                                                             |
| 2004 | Celebridade                       | Tânia Nascimento                         | Episódios: "31 de março–25 de junho"                        |
| 2004 | A Diarista                        | Ludmila Versoça                          | Episódio: "Baixa Costura"                                   |
| 2005 | Mandrake                          | Alexia                                   | Episódio: "Dia dos Namorados"                               |
| 2005 | Prova de Amor                     | Clarice Luz Avelar                       |                                                             |
| 2006 | Vidas Opostas                     | Erínia Oliveira e Mello                  |                                                             |
| 2010 | A Vida Alheia                     | Mel                                      | Episódio: "O Palácio de Inverno" Episódio: "Noblese Oblige" |
| 2010 | As Cariocas                       | Julinha                                  | Episódio: "A Invejosa de Ipanema"                           |
| 2010 | Afinal, o Que Querem as Mulheres? | Atriz do teatro                          | Episódio: "25 de novembro"                                  |
| 2011 | Insensato Coração                 | Úrsula                                   | Episódios: "3–25 de março"                                  |
| 2012 | As Brasileiras                    | Isabel                                   | Episódio: "A Culpada de BH"                                 |
| 2014 | As Canalhas                       | Natália                                  | Episódio: "Natália, Recém-Separada"                         |
| 2015 | Totalmente Demais                 | Natasha Oliver                           |                                                             |
| 2017 | Os Trapalhões                     | Cliente do restaurante                   | Episódio: "8"                                               |
| 2019 | Bom Sucesso                       | Natasha Oliver                           | Episódios: "7 de outubro–26 de novembro"                    |

### Cinema
| Ano  | Título                          | Papel           |
| ---- | ------------------------------- | --------------- |
| 2002 | Dead in the Water               | Bela brasileira |
| 2006 | Gatão de Meia Idade             | Rica            |
| 2006 | Se Eu Fosse Você                | Bárbara         |
| 2009 | Xuxa em O Mistério de Feiurinha | Bela            |
| 2013 | Se Puder... Dirija!             | Ana             |
| 2019 | Segue de Volta                  | Luciana         |

## Prêmios e indicações
| Ano  | Premiação                 | Categoria              | Nomeação      | Resultado |
| ---- | ------------------------- | ---------------------- | ------------- | --------- |
| 1996 | Troféu Imprensa           | Melhor atriz revelação | O Rei do Gado | Indicado  |
| 1996 | Melhores do Ano           | Melhor atriz revelação | O Rei do Gado | Venceu    |
| 1996 | Prêmio TV Press           | Melhor atriz revelação | O Rei do Gado | Venceu    |
| 1996 | Prêmio Contigo! de TV     | Melhor atriz revelação | O Rei do Gado | Venceu    |
| 2006 | Prêmio Contigo! de TV     | Melhor Atriz           | Prova de Amor | Indicado  |
| 2006 | Prêmio Extra de Televisão | Melhor Atriz           | Prova de Amor | Indicado  |